# Staroegyptské umění

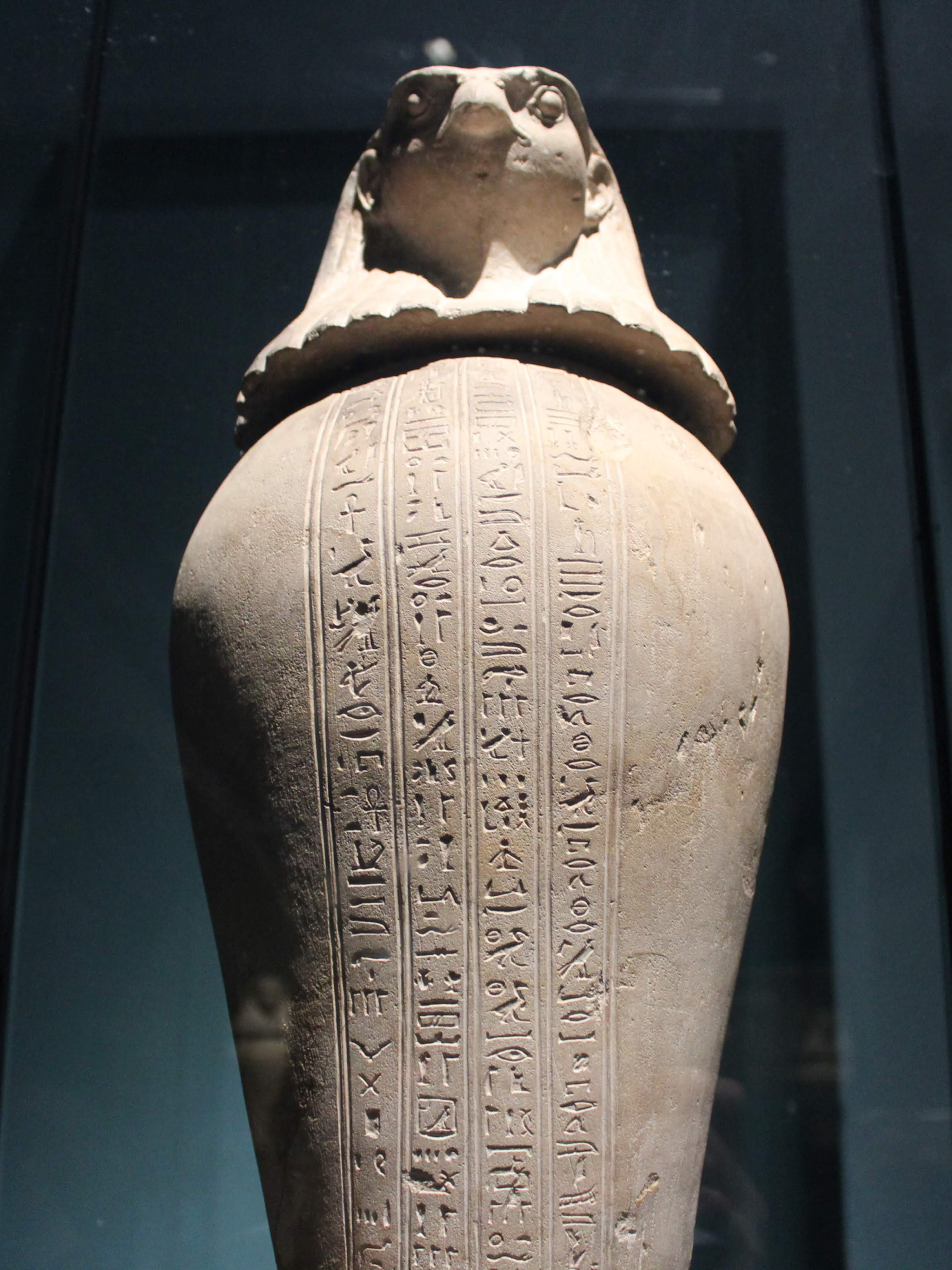
Fotografie nádoby ve tvaru egyptského boha Hora

Počátky egyptského umění souvisí se vznikem písma (obrazové znaky, zvané hieroglyfy). S malbami, nejčastěji s malovanými reliéfy, se setkáváme hlavně v hrobkách, chrámech a někdy i v palácích panovníků. Malby v hrobkách a na sarkofázích znázornily děje ze života zesnulého. V chrámech byly naopak výjevy ze života bohů a faraonů.

## Perspektiva v malířství

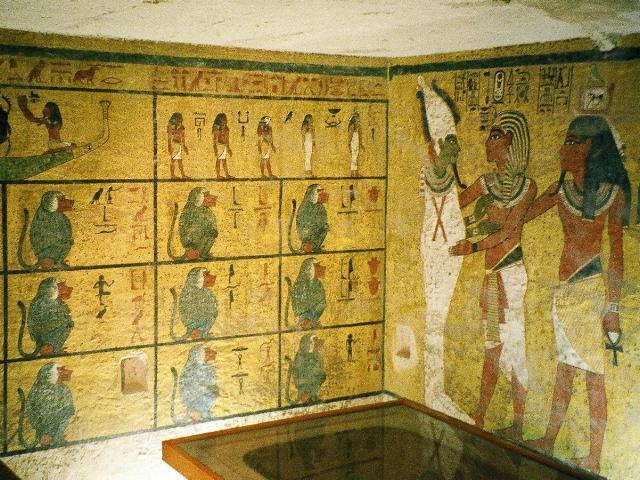
výzdoba zdí ve starověkém Egyptě

Staří Egypťané neznali perspektivu tak, jak ji užívají dnešní umělci. V Egyptě platil přísný kánon – hlava a končetiny byly zobrazovány z profilu, oko a tělo zepředu. Byla také uplatňována tzv. hieratická perspektiva, kdy se velikost zobrazovaných postav řídila dle společenského postavení. Např. faraón měl největší sochu, otrok nejmenší.
Používala se také pásová perspektiva, při níž se obrázky řadily do pásů, zejména se zaznamenávaly na papyrus či plátno.

## Barvy a materiál
Egypťané získávali většinu barev pro své malby z přírodních surovin, jež vytěžili či chemicky upravili. Množství použitých odstínů barev se během času proměnilo, v době Staré říše převažovala zejména černá a bílá barva a až postupně se přidaly další barvy, červená, žlutá, modrá či zelená. Pro barvu bílou se používal vápenec či sádra, pro žlutohnědou barvu hrudky okru, pro žlutou sulfid arzenitý, pro černou kouř a uhlí, pro zelenou malachit, pro modrou barvu azurit či sklovina a pro barvu červenou oxid železitý.
Obrazy byly tvořeny na různých materiálech, nejčastější byly kámen, mazanice, dřevo či papyry.